# بروشتن، سوچاوا
شهر بروشتن (به رومانیایی: Broşteni, Suceava) در شهرستان سوچاوا در کشور رومانی واقع شده‌است. جمعیت این شهر ۶٬۶۰۳ نفر  است.